# Юнацька збірна Італії з футболу (U-19)
Юнацька збірна Італії з футболу (U-19) — національна футбольна збірна Італії, що складається із гравців віком до 19 років. Керівництво командою здійснює Італійська федерація футболу. До зміни формату юнацьких чемпіонатів Європи у 2001 році функціонувала як збірна до 18 років.
Головним турніром для команди є Юнацький чемпіонат Європи з футболу (U-19), успішний виступ на якому дозволяє отримати путівку на Молодіжний чемпіонат світу, у якому команда бере участь вже у форматі збірної U-20. Також може брати участь у товариських і регіональних змаганнях.

## Юнацький чемпіонат Європи з футболу (U-19)
| Рік  | Раунд              |
| ---- | ------------------ |
| 2002 | не кваліфікувалася |
| 2003 | чемпіон            |
| 2004 | груповий етап      |
| 2005 | не кваліфікувалася |
| 2006 | не кваліфікувалася |
| 2007 | не кваліфікувалася |
| 2008 | віце-чемпіон       |
| 2009 | не кваліфікувалася |
| 2010 | груповий етап      |
| 2011 | не кваліфікувалася |
| 2012 | не кваліфікувалася |
| 2013 | не кваліфікувалася |
| 2014 | не кваліфікувалася |
| 2015 | не кваліфікувалася |
| 2016 | віцечемпіон        |
| 2017 | не кваліфікувалася |
| 2018 | віцечемпіон        |
| 2019 | груповий етап      |
| 2020 | Скасовано          |
| 2021 | Скасовано          |
| 2022 | півфінал           |
| 2023 | чемпіон            |
| 2024 | півфінал           |
| 2025 | не кваліфікувалася |